# Waterford FC
Der Waterford Football Club (von 1982 bis 2016 Waterford United) ist ein 1930 gegründeter irischer Fußballverein aus der Stadt Waterford, der in der Premier Division spielt.

## Geschichte
Der Verein wurde 1930 als Waterford Football Club gegründet und sofort in die League of Ireland aufgenommen und konnte bereits die zweite Spielzeit als Dritter abschließen. Dennoch verließen sie die Liga für die nächsten beiden Spielzeiten. Nach der Wiederaufnahme 1934 ging es mit der Mannschaft sportlich schnell aufwärts 1937 gelang der erste große Erfolg der Vereinsgeschichte; Waterford gewann durch ein 2:1-Sieg gegen St. James’s Gate im Finale den irischen Pokal. Im Folgejahr wurde man Vizemeister; der nächste Höhepunkt war das Jahr 1941, in dem Waterford sich sowohl für eine Entscheidungsspiel um die Meisterschaft wie für das Pokalendspiel qualifizieren konnte. Während das Pokalfinale gegen Cork United erst im Wiederholungsspiel nach einem Unentschieden im ersten Spiel 1:3 verloren wurde, trat Waterford zum Entscheidungsspiel um die Meisterschaft gar nicht mehr an, sondern zog sich stattdessen für die Dauer des Zweiten Weltkrieges aus der Liga zurück.
Nach der zweiten Wiederaufnahme in die Liga 1945 dauerte es bis zur zweiten Hälfte der 1950er Jahre bis Waterford wieder einige Erfolge erzielen konnte, sowohl die Saison 1954/55 als auch 1955/56 konnte unter den ersten drei beendet werden und 1959 stand man wieder im Finale um den Pokal: wie schon 1941 verlor man nach einem 2:2-Unentschieden im ersten Spiel im Entscheidungsspiel, diesmal gegen St Patrick’s Athletic.
1964/65 wurde man mit Letzter, nur um im Jahr darauf Meister zu werden; dies war der Beginn der goldenen Zeit von Waterford; innerhalb von acht Jahren bis 1973 gelangen sechs Meisterschaften, davon drei in Folge (1968–70). 1968 und 1972 bestand zusätzlich die Möglichkeit das Double zu erringen, das Finale des Pokals wurde jedoch jeweils mit 0:3 verloren; 1968 gegen die Shamrock Rovers und 1972 gegen die Cork Hibernians.
Auch danach konnte sich Waterford bis 1986 stets mindestens im Mittelfeld der Meisterschaft platzieren. Höhepunkte dieser Zeit waren drei Pokalfinals 1979, 1980 und 1986, von denen jedoch nur dasjenige 1980 gegen St Patrick’s Athletic gewonnen werden konnte, sowie die Siege 1974 und 1985 in Ligapokal. 1982 folgte dann die Umbenennung in Waterford United.
Nach 1988 ging es sportlich abwärts mit Waterford, 1989 stieg man als Letzter in die First Division ab, in der man bis 2003 trotz mehrerer kurzer Mitgliedschaften in der Premier Division meist spielte. In der Saison 2002/03 gelang aber wieder der Aufstieg in diese, in der sich Waterford seitdem halten kann und sich 2004 sogar wieder nach fast 20 Jahren für das Pokalfinale qualifizieren konnte. Longford Town erwies sich beim 1:2 jedoch als zu spielstark für Waterford.
Trotz des elften Platzes in der Saison 2006 und der verlorenen Relegation gegen Dundalk FC konnte die Liga gehalten werden, da Meister Shelbourne FC im Februar 2007 vom Lizenzausschuss des irischen Verbandes die Lizenz für die Premier Division entzogen wurde. Ein Jahr später wurde der Klub wieder Elfter und stieg ab, nachdem man abermals die Relegation verloren hatte. 2010 und 2012 wurde der Wiederaufstieg in den Play-offs verpasst. Zur Saison 2017 wurde der Verein von Lee Power, der auch Eigentümer des englischen Klubs Swindon Town ist, übernommen und in Waterford FC zurückbenannt. Am Saisonende gelang als Ligameister der Aufstieg in die Premier Division.

## Erfolge und Statistik

### Erfolge
- Irischer Meister (6)
  - 1965/66, 1967/68, 1968/69, 1969/70, 1971/72, 1972/73
- Irischer Pokalsieger (2)
  - 1937, 1980
- League of Ireland Shield (5)
  - 1931, 1937, 1953, 1959, 1969
- Irischer Ligapokalsieger (2)
  - 1973/74, 1984/85

### Ligazugehörigkeit
- 1930–1931: Premier Division
- 1932–1933: Kein Spielbetrieb
- 1934–1988: Premier Division
- 1989–2001: First Division
- 2002–2007: Premier Division
- 2008–2017: First Division
- seit 2018: Premier Division

## Europapokalbilanz
| Saison  | Wettbewerb                    | Runde    | Gegner               | Gesamt | Hin     | Rück    |
| ------- | ----------------------------- | -------- | -------------------- | ------ | ------- | ------- |
| 1966/67 | Europapokal der Landesmeister | 1. Runde | FC Vorwärts Berlin   | 01:12  | 1:6 (H) | 0:6 (A) |
| 1968/69 | Europapokal der Landesmeister | 1. Runde | Manchester United    | 02:10  | 1:3 (H) | 1:7 (A) |
| 1969/70 | Europapokal der Landesmeister | 1. Runde | Galatasaray Istanbul | 2:5    | 0:2 (A) | 2:3 (H) |
| 1970/71 | Europapokal der Landesmeister | 1. Runde | Glentoran Belfast    | 4:1    | 3:1 (A) | 1:0 (H) |
| 1970/71 | Europapokal der Landesmeister | 2. Runde | Celtic Glasgow       | 02:10  | 0:7 (H) | 2:3 (A) |
| 1972/73 | Europapokal der Landesmeister | 1. Runde | Omonia Nikosia       | 2:3    | 2:1 (H) | 0:2 (A) |
| 1973/74 | Europapokal der Landesmeister | 1. Runde | Újpesti Dózsa SC     | 2:6    | 2:3 (H) | 0:3 (A) |
| 1979/80 | Europapokal der Pokalsieger   | 1. Runde | IFK Göteborg         | 1:2    | 0:1 (A) | 1:1 (H) |
| 1980/81 | Europapokal der Pokalsieger   | 1. Runde | Hibernians Paola     | 4:1    | 0:1 (A) | 4:0 (H) |
| 1980/81 | Europapokal der Pokalsieger   | 2. Runde | FC Dinamo Tiflis     | 0:5    | 0:1 (H) | 0:4 (A) |
| 1986/87 | Europapokal der Pokalsieger   | 1. Runde | Girondins Bordeaux   | 1:6    | 1:2 (H) | 0:4 (A) |

Gesamtbilanz: 22 Spiele, 4 Siege, 1 Unentschieden, 17 Niederlagen, 21:61 Tore (Tordifferenz −40)

## Spieler
- Shay Brennan (1970–1973)
- Bobby Charlton (1976)